# Jabr Muadi
Lo sceicco Jabr Mouadi (in arabo جبر داهش معدي‎?, in ebraico >ג'בר מועדי‎?; Yirka, 1º aprile 1919 – 19 maggio 2009) è stato un politico israeliano di etnia araba.
Ha servito come membro della Knesset per sette partiti differenti dal 1951 sino al 1981, sempre all'interno di liste satelliti arabe. È stato per due volte vice-ministro, il 27 ottobre 1971 per le comunicazioni e dal 24 marzo 1975 per l'agricoltura.

## Biografia
Nato a Yirka da famiglia drusa durante il mandato britannico, Muadi fu eletto per la prima volta alla Knesset nel 1951 come membro della Lista Democratica per gli Arabi Israeliani. Alle elezioni del 1955 non venne rieletto, ma tornò comunque alla Knesset il 13 febbraio 1956 come sostituto di Seif el-Din el-Zubi. Dopo aver fallito la conquista del seggio alle elezioni del 1959, tornò alla Knesset nel 1961 nella lista di Cooperazione e Fratellanza mantenendolo anche alle successive elezioni del 1965. L'anno seguente Cooperazione e Fratellanza si fuse con Progresso e Sviluppo per formare Cooperazione e Sviluppo. I due partiti si divisero di nuovo il 1º gennaio 1967 e l'11 aprile Muadi si staccò per formare il Partito Druso, che rappresentò fino alle elezioni del 1969.
Nelle elezioni fu riconfermato alla Knesset nella lista Progresso e Sviluppo, e il 27 ottobre 1971 fu nominato Vice Ministro delle Comunicazioni diventando il secondo non ebreo a far parte di un governo israeliano.  Fu rieletto nel 1973. Nel febbraio 1974 il partito si fuse con Allineamento e il 6 maggio Muadi ottenne nuovamente il suo incarico di vice ministro. Il 24 marzo 1975 divenne Vice Ministro dell'Agricoltura. L'8 giugno 1976 Progresso e Sviluppo lasciò Allineamento, e l'anno seguente si fuse con la Lista araba per i beduini e gli abitanti dei villaggi per formare la Lista araba unita. Nonostante avesse lasciato la coalizione di Allineamento, mantenne la posizione di vice ministro.
Alle Elezioni parlamentari in Israele del 1977 la lista Arabi uniti ottenne un solo seggio, che venne assegnato allo sceicco beduino Hamad Abu Rabia, con l'accordo che a metà legislatura gli sarebbe subentrato Muadi. Dopo l'elezione Abu Rabia si rifiutò di tenere fede al patto, e nonostante Muadi abbia tentato di far valere l'accordo per vie legali il tribunale ritenne l'accordo invalido. Abu Rabia venne ucciso il 12 gennaio e i sospetti dell'omicidio ricaddero sui tre figli di Jabr Muadi. Nonostante i suoi familiari fossero implicati nell'omicidio del rivale, Jabr ottenne il posto alla Knesset che mantenne sino al termine del mandato. A seguito delle polemiche, non venne rieletto alle elezioni del 1981 e si ritirò dalla vita politica.